# Tanais vanis
Tanais vanis är en kräftdjursart som beskrevs av M. A. Miller 1940. Tanais vanis ingår i släktet Tanais och familjen Tanaidae. Inga underarter finns listade i Catalogue of Life.